# David Dóniga Lara
David Dóniga Lara (Torrejón de Ardoz, Comunidad de Madrid, España, 7 de septiembre de 1981) es un entrenador español de fútbol. Actualmente está sin club.

## Trayectoria

### Como futbolista
Dóniga representó a la Agrupación Deportiva Torrejón Club de Fútbol antes de incorporarse a las categorías inferiores del Real Madrid. Debutó como sénior con el CD Guadalajara, mientras estaba a cargo de una escuela juvenil en Daganzo de Arriba.

### Como entrenador
Fue entrenador de las escuadras alevín de los equipos locales Real Sociedad Deportiva Alcalá y AD Complutense antes de incorporarse al Soto de Alcobendas CF como asistente. Tras dejar el club en 2007 trabajó como ayudante de Manolo Alfaro en el San Fernando de Henares, Talavera CF y Toledo.
Trabajó como preparador físico en la plantilla de Alfaro en Jorge Wilstermann de Bolivia y en el club emiratí Al Wasl SC antes de ser nombrado asistente de Víctor Sánchez del Amo en Deportivo de La Coruña en 2015. Continuó trabajando con Sánchez en los años siguientes, en el Olympiakos, Real Betis y Málaga CF.
En 2020 se incorporó a la plantilla de Pablo Franco en el Qadsia SC de Kuwait. El 13 de septiembre de 2021 fue nombrado asistente de Thomas Christiansen en la selección de Panamá, estando también a cargo de la selección sub-23.
El 31 de agosto de 2022, fue nombrado entrenador del 9 de Octubre de la Serie A de Ecuador hasta el final de la temporada, teniendo como misión salvar al equipo del descenso. Llevó al equipo a la final de la Copa Ecuador, pero la perdió ante Independiente del Valle. Fue despedido del club a finales de 2022 al no poder evitar el descenso.
El 13 de junio de 2023, firmó por el Sporting San Miguelito de la Liga Panameña de Fútbol. El 16 de diciembre de 2023, finalizaría su contrato con el conjunto panameño y fue reemplazado por Jair Palacios.
En enero de 2024, fue confirmado como entrenador de la selección de El Salvador. No obstante, el 24 de febrero de 2025, fue relevado de su cargo por decisión de la FESFUT.

## Clubes

### Como jugador
| Club           | País   | Año  |
| -------------- | ------ | ---- |
| CD Guadalajara | España | 2000 |

### Como asistente técnico
| Club                | País                   | Año       |
| ------------------- | ---------------------- | --------- |
| Soto Alcobendas     | España                 | 2005-2007 |
| San Fernando CD     | España                 | 2007-2008 |
| CF Talavera         | España                 | 2009-2010 |
| CD Toledo           | España                 | 2010-2012 |
| CD Jorge Wilsterman | Bolivia                | 2013-2014 |
| Al Wasl FC          | Emiratos Árabes Unidos | 2014-2015 |
| RCD de La Coruña    | España                 | 2015-2016 |
| Olympiacos CFP      | Grecia                 | 2016      |
| Real Betis          | España                 | 2016-2017 |
| Málaga CF           | España                 | 2019-2020 |
| Qadsia SC           | Kuwait                 | 2020-2021 |
| Panamá              | Panamá                 | 2021-2022 |

### Como entrenador
| Club                  | País        | Año       |
| --------------------- | ----------- | --------- |
| Alcalá (juvenil)      | España      | 2004      |
| Complutense (juvenil) | España      | 2004-2005 |
| Panamá Sub-23         | Panamá      | 2021-2022 |
| 9 de Octubre FC       | Ecuador     | 2022      |
| Sporting SM           | Panamá      | 2023      |
| El Salvador           | El Salvador | 2024-2025 |